# C-BUS (コミュニティバス)

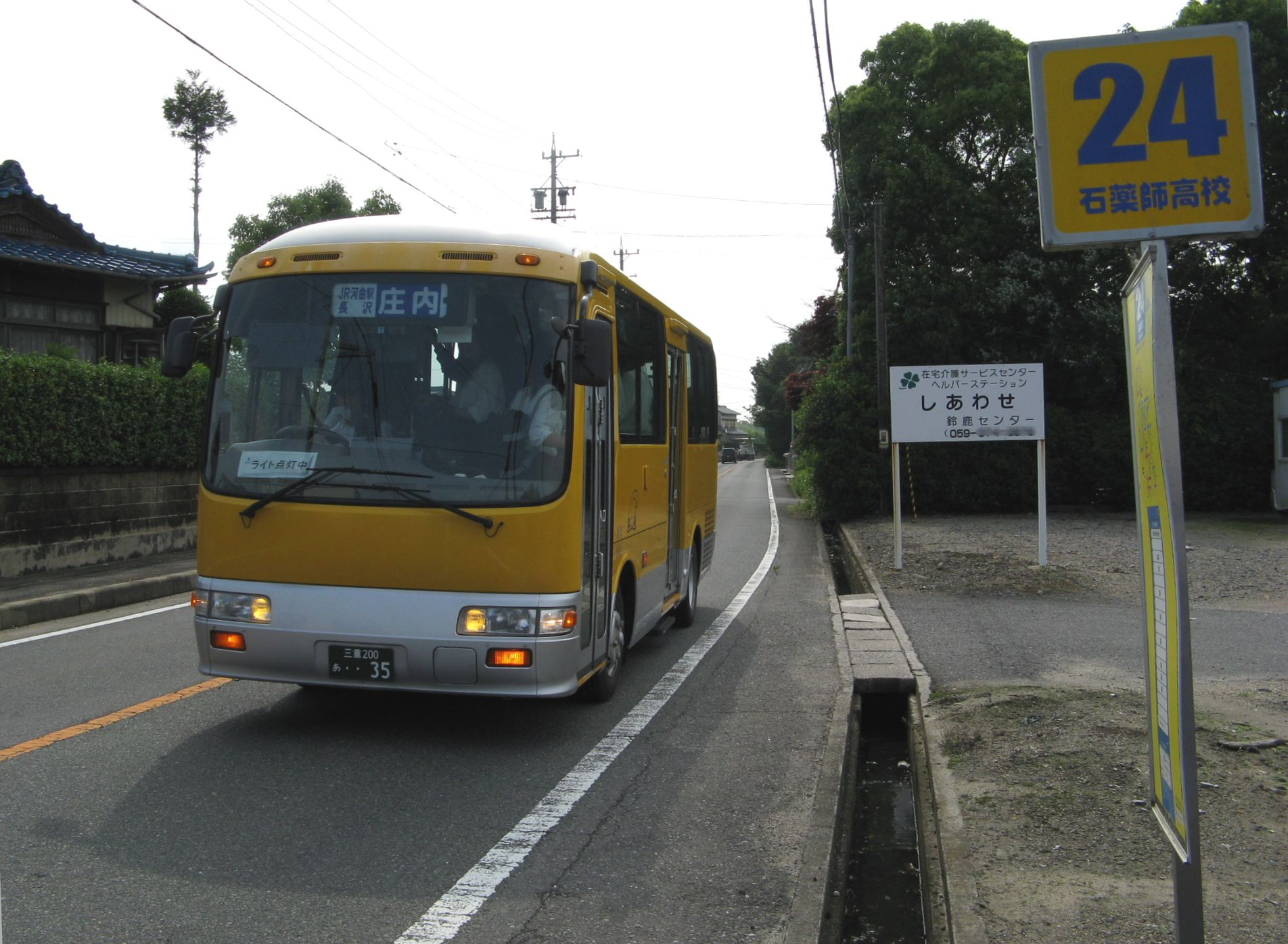
石薬師高校バス停にて

鈴鹿市コミュニティバス（すずかしコミュニティバス）は、2000年（平成12年）3月10日より三重県鈴鹿市西部で運行を開始したコミュニティバス。愛称は、Community、City、Civilの頭文字をとり、C-BUSと名づけられている。運行は三重交通に委託されている。

## 概要
C-BUSが現在走る鈴鹿市西部には、三重交通の廃止代替バスが運行されていた。しかし、運行本数が少なく、さらに運賃が高いなどの問題を抱えており、収支状況は悪くなる一方であった。また、これらの地域は鈴鹿市全体に比べて高齢化率も高く、それらに対する交通の確保対策も求められていた。そこで、鈴鹿市はこれら状況を踏まえた上で、1997年（平成9年）度から地元、バス事業者、行政、専門家を交えて地域交通のあり方を基本計画時から実施計画及び運行後のフィードバックまで4者共同で行うこととした。このような、「プロセスを大切にした計画づくりと地域に支援された運行システム」による方式を「鈴鹿方式」と呼ぶ事がある。
具体的には、以下のような方法がとられている。
1. 設定前の段階で、高齢者や主婦といったバスを利用する可能性が高い層へのインタビューやアンケート調査を行うこと
2. 運行計画の地元説明会などを行い、それらに対する意見などを取り入れて行き、利用者の本音に合わせたバスのシステムを作ること
3. これら施策を通じて地元住民にバスに愛着を持ってもらい、バスの成長は自分たちの手で行うという認識を持ってもらうこと。

これらの施策は功を奏しており、利用客は着実に増えている。その後、南部地域に対しても既存路線バスの廃止など公共交通が大きく不便になった地域が発生したため、2005年（平成17年）10月から2008年（平成20年）3月末まで試験運行が開始されることとなった。
- 2000年（平成12年）3月10日 - 5年間の試験運行として設定される。
- 2004年（平成16年）12月24日 - C-BUS本線のバス停から遠い人への移動手段確保のため、新しい路線の実証運行を行う（2006年（平成18年）3月まで）。
- 2005年（平成17年）4月1日 - 西部地域を本格運行に移行させる。
- 2005年（平成17年）10月1日 - 南部地域における試験運行を開始する。

C-BUSでは停留所番号制を導入しており、バス停標には停留所番号が大きく記されている。また車内放送でも「次は@番、##です」と、停留所番号を先に案内する。

## 運賃
区間運賃制を採用しており、一区間のみの利用だと200円。下記括弧【　】囲みの停留所を超えると100円ずつ増える設定となっている。例えば、長沢からならばJR加佐登駅およびJR河曲駅までは200円、それを超えると300円という設定になっている。
運賃は小学生から必要で、小学生は半額。障がい者の方は障がい者手帳の提示で区間にかかわらず100円。運転免許証を自主返納した人は運転経歴証明書の提示で同伴者1人まで半額（小学生の場合は区間にかかわらず100円）。
2019年（令和元年）11月1日から全国交通系ICカードと委託先の三重交通が発行している「emica（エミカ）」が使用できるようになった。ICカードで支払うと1割引きとなる（10円以下端数は切り上げ）。また、導入に伴い乗降方式は後扉乗車→前扉降車となり、今までと逆になるので注意。
回数券の販売は2019年（令和元年）10月31日で終了したが使用することはできる。券種は100円券11枚つづり及び50円券22枚つづりがそれぞれ各1,000円。

## 現行路線

### 西部地域路線

#### 椿・平田線
- 長沢→椿地区市民センター→椿大神社→桃林寺→長沢～伊船口 - 伊船町東 - 荒神山・フラワーパーク - 【JR加佐登駅】 - 鈴鹿高校 - イオンモール鈴鹿 - 近鉄平田町駅 - 鈴鹿ハンター - 飯野高校(登校日のみ)

※ ラインカラーは赤である。

#### 庄内・神戸線
- 長沢→庄内地区市民センター→上野→長沢～鈴峰中学校 - 伊船町東 - 鈴西小学校 - 久間田 - 信誠組 - 佐佐木記念館 - 石薬師高校 - 【JR河曲駅】 - 近鉄鈴鹿市駅 - 鈴鹿市役所 - ジェフリーすずか

※ ラインカラーは青である。

### 南部地域路線

#### 白子・平田線
- そよら鈴鹿白子 - 白子駅西 - 白子高校 - 【南部Fマート前】 - 伊勢鉄道徳田駅 - 三重交通Ｇスポーツの杜鈴鹿ぐち - 国府台東 - 鈴鹿回生病院 - 【住吉三丁目】 - 鈴鹿ハンター - 近鉄平田町駅 - イオンモール鈴鹿
  - 2024年4月1日より「0 そよら鈴鹿白子」停留所設置

※ ラインカラーは紫である。

#### 太陽の街・平田線
- 太陽の街 - 中瀬古 - 【南部Fマート前】 - サーキット稲生駅口 - 稲生高校 - 鈴鹿ハンター - 近鉄平田町駅

※ ラインカラーは緑である。

### フィーダー路線
2006年（平成18年）3月まで実証運行が行われ、以下の2路線が存在していた。
- 鈴鹿I.C.北部循環線 - 三交タクシー中部・三重近鉄タクシーによって運行されていた。
- 広瀬上田線 - 三重交通バスによって運行されていた。

2021年（令和3年）1月、一ノ宮地区で新たな交通システムの実証実験として、乗合ワゴン事業が始まった。利用状況などのデータを取り2年後の本格運用を目指す。

## 車両
日野・リエッセを利用している。デザインは明るいひまわり色で、「遠くから見ても一目でわかり、近づけば乗ってみたくなるデザイン」をコンセプトとしている。
2016年（平成28年）10月1日から一部車両が日野・ポンチョに順次更新されている。